# Helicopis gnidus
Helicopis gnidus är en fjärilsart som beskrevs av Fabricius 1787. Helicopis gnidus ingår i släktet Helicopis och familjen Riodinidae. Inga underarter finns listade i Catalogue of Life.

## Bildgalleri

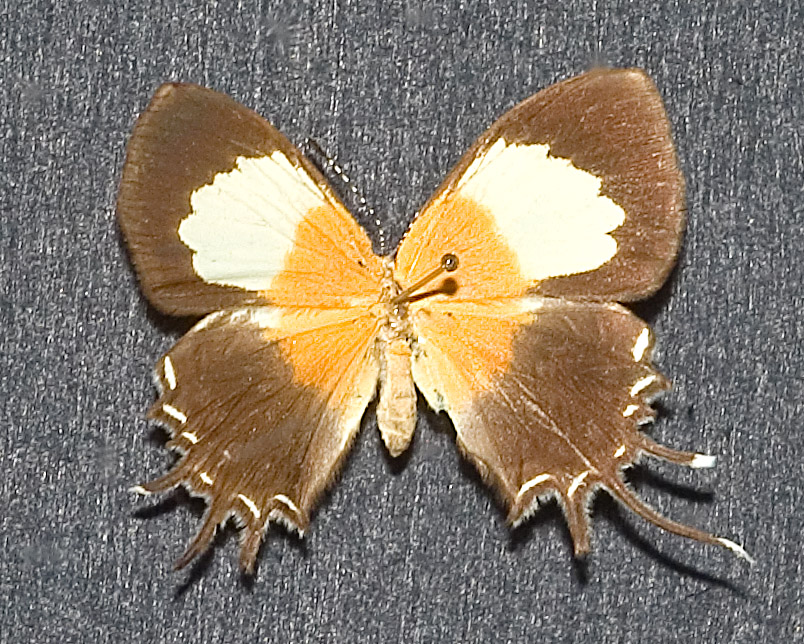